# 安格斯鎮區 (明尼蘇達州波爾克縣)
安格斯鎮區（英語：Angus Township）是位於美國明尼蘇達州波爾克縣的一個行政鎮區。

## 歷史
安格斯鎮區於1879年設立，得名自加拿大鐵路金融家理查德·B·安格斯。

## 地方資料
安格斯鎮區的面積為93.42平方千米，皆為陸地。根據2020年美國人口普查的數據，當地共有人口82人，而人口密度為每平方千米0.88人。